# Bomb the Rocks: Early Days Singles
Bomb the Rocks: Early Days Singles è il sesto album del gruppo rock giapponese The 5.6.7.8's, pubblicato nel 2003.

## Tracce
1. Bomb The Twist
2. Jane In The Jungle
3. Three Cool Chicks
4. Guitar Date
5. Woo Hoo
6. Dream Boy
7. Continental Hop
8. Jump, Jack, Jive
9. Smilly Willy
10. Mr. Lee
11. It's Rainy
12. Road Runner
13. My Boyfriend From Outer Space
14. She Was A Mau Mau
15. Long Tall Sally
16. Scream
17. Hot Generation
18. Bond Girl
19. Fruit Bubble Love
20. Motor Cycle Go-Go-Go
21. Jet Coaster
22. The 5.6.7.8's
23. Edie Is A Sweet Candy
24. I Was A Teenage Cave Woman
25. Ah-So
26. Pinball Party
27. Blue Radio